# Habranthus spectabilis
Habranthus spectabilis är en amaryllisväxtart som beskrevs av Pierfelice Ravenna. Habranthus spectabilis ingår i släktet Habranthus och familjen amaryllisväxter. Inga underarter finns listade i Catalogue of Life.